# مقاطعة مارتن (فلوريدا)
مقاطعة مارتن هي مقاطعة في فلوريدا، بلغ عدد سكانها 146٬318  نسمة، في 2010، عاصمتها ستيوارت، فلوريدا، تبلغ مساحتها 1٬950 كيلومتر مربع.

## معرض صور

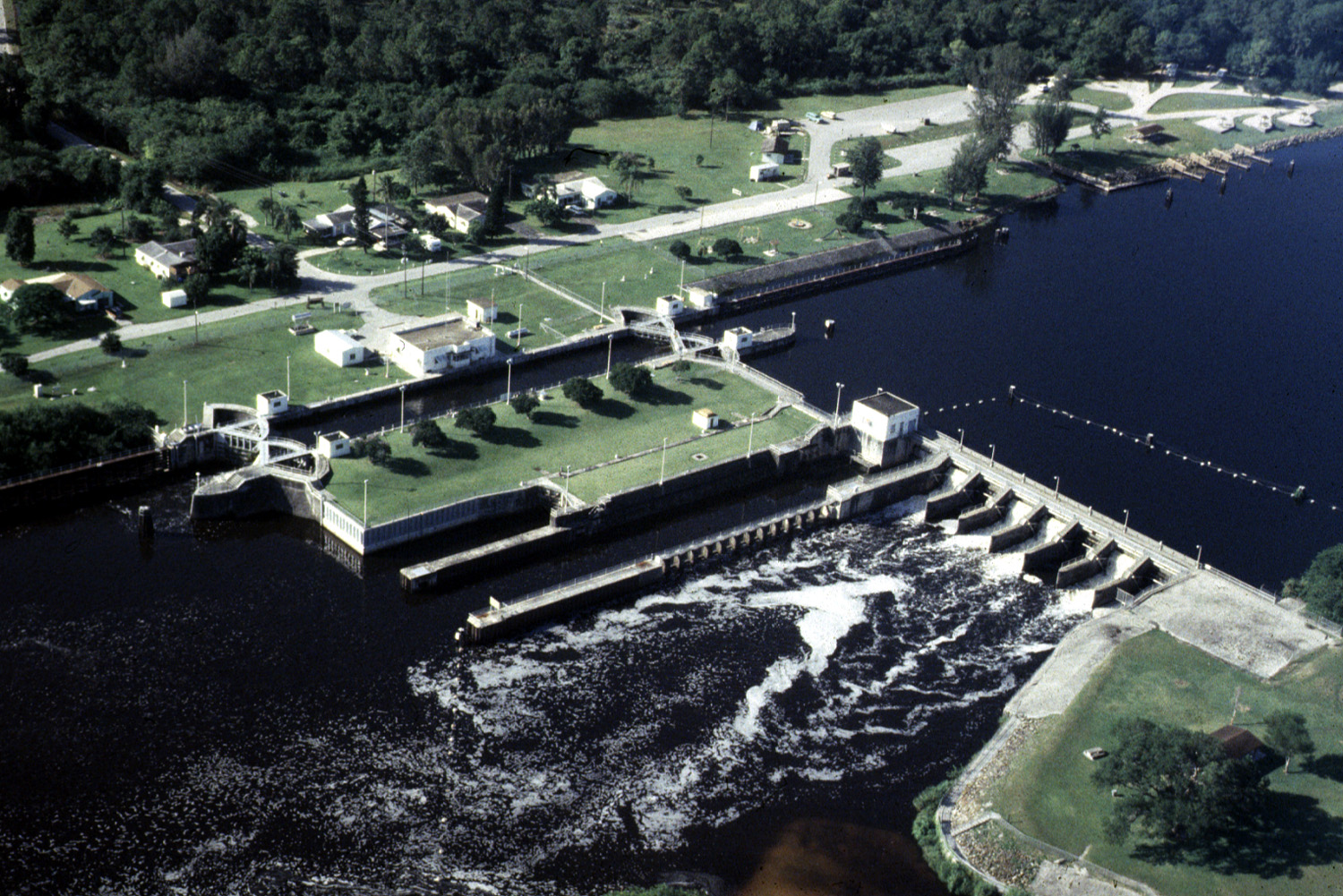
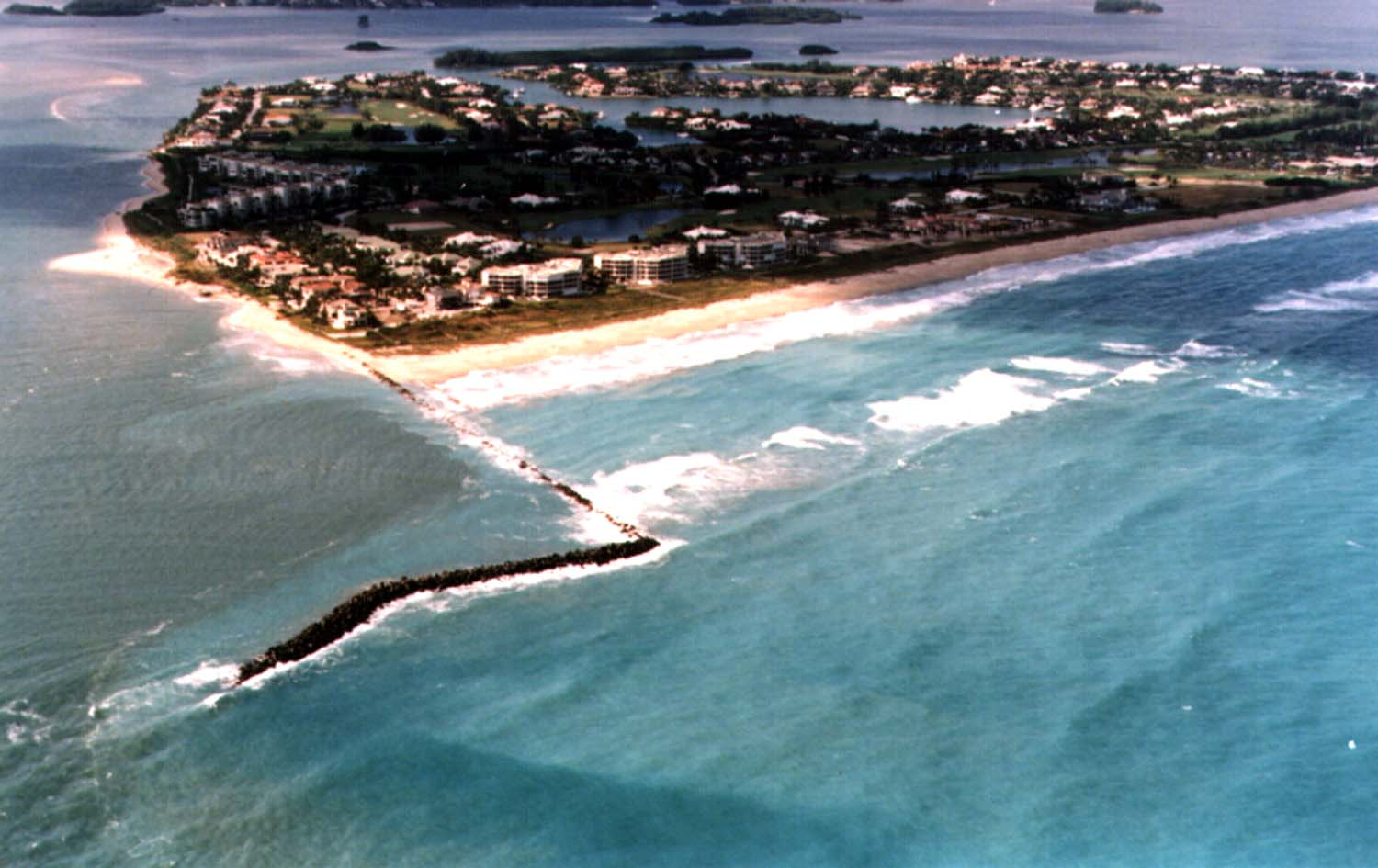
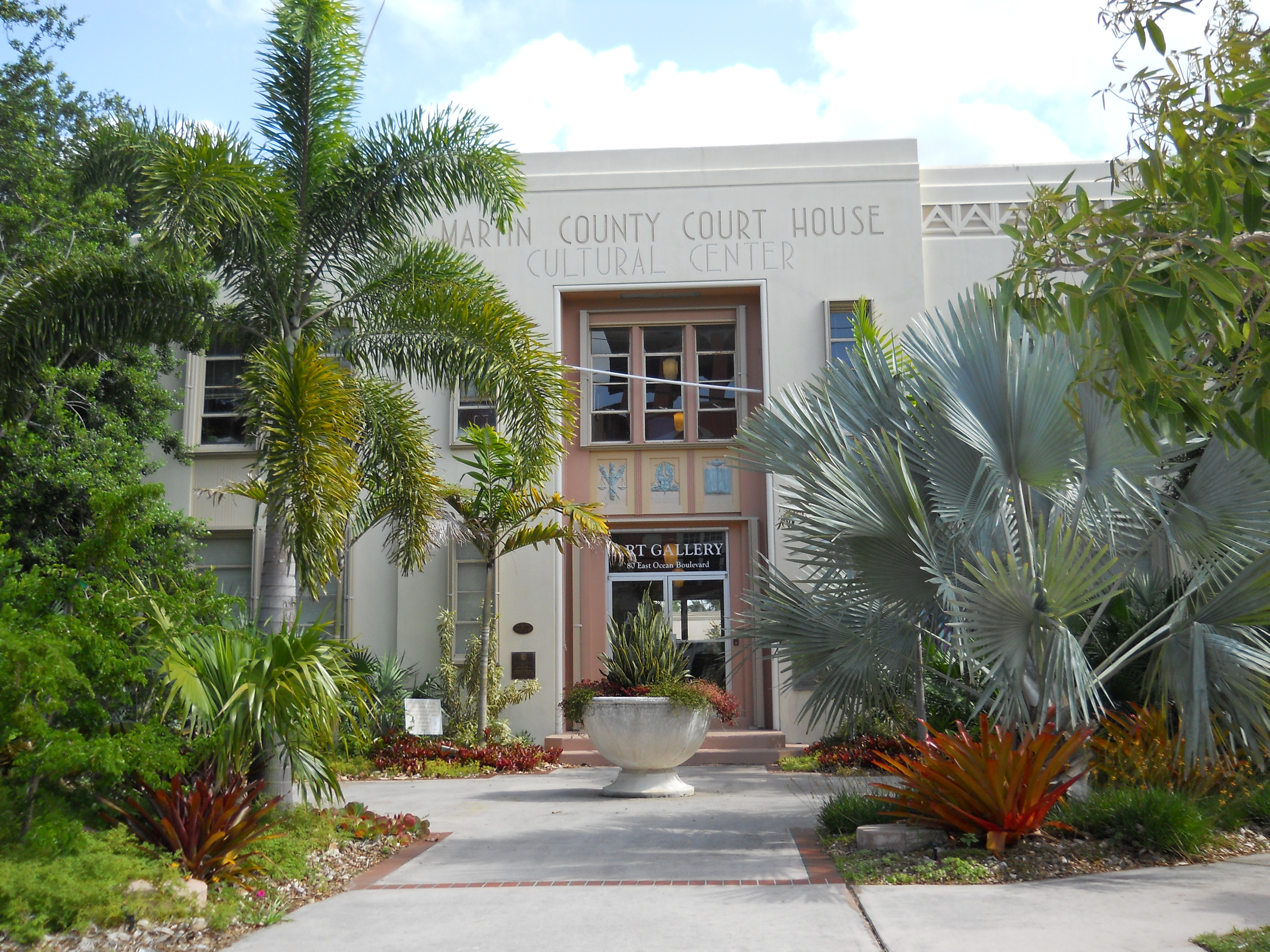
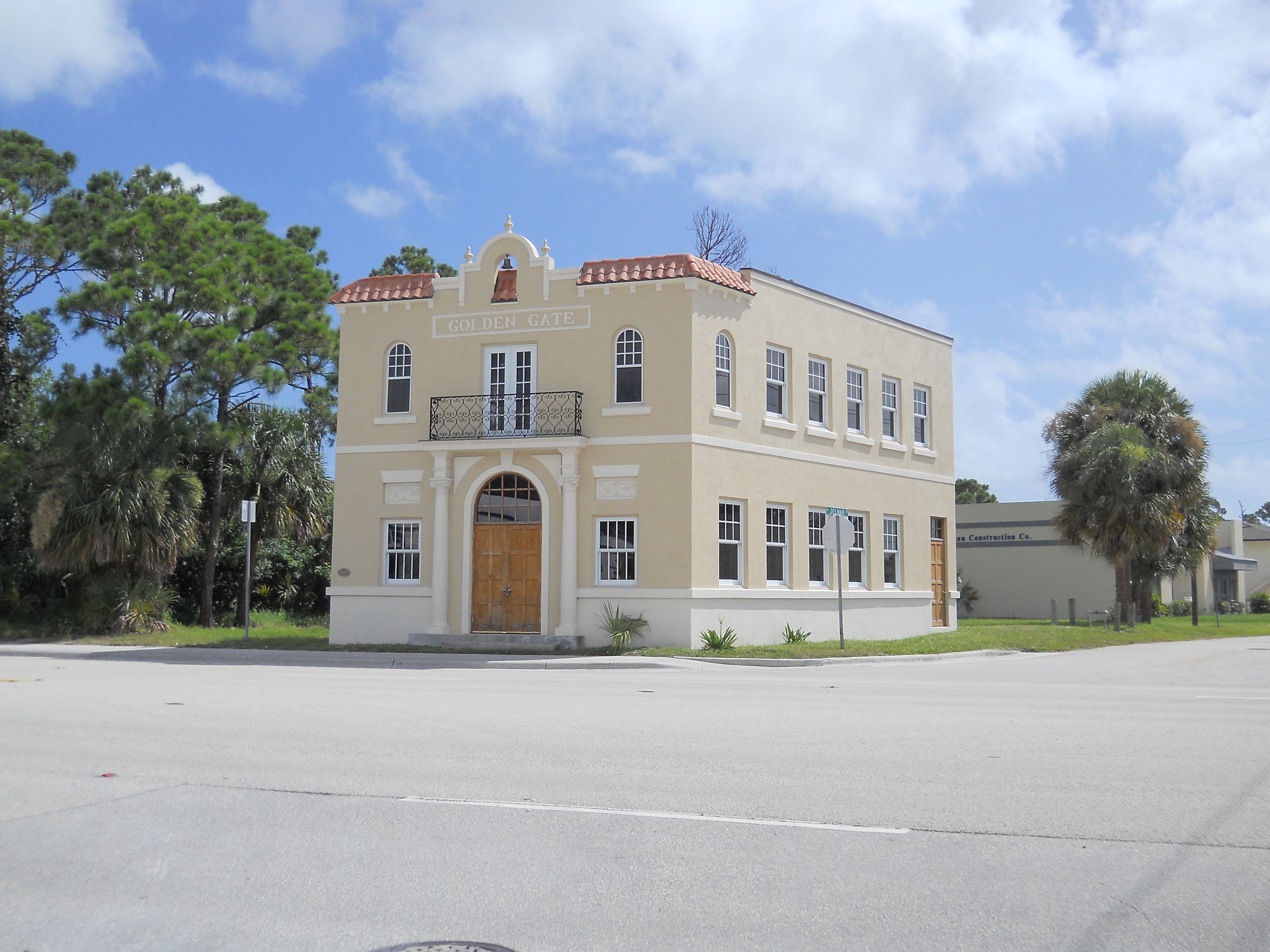
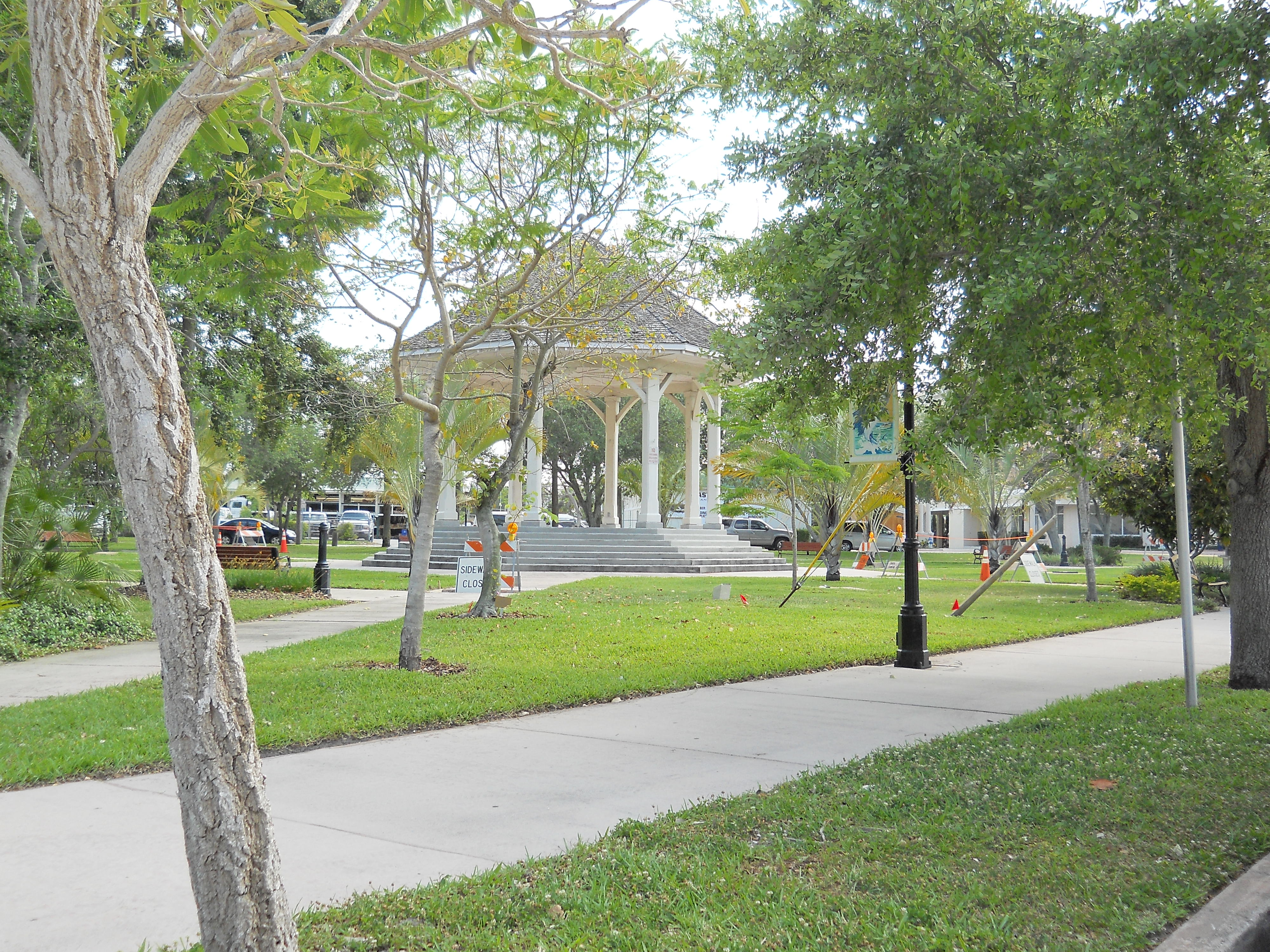

## الموقع
تشترك في الحدود مع:
- مقاطعة سانت لوسي (فلوريدا)
- مقاطعة غلادس (فلوريدا)
- مقاطعة هندري (فلوريدا)
- مقاطعة بالم بيتش، فلوريدا
- مقاطعة أوكيتكوبي (فلوريدا).

## التقسيمات الإدارية
- ستيوارت، فلوريدا.